# Servir o Povo (Noruega)

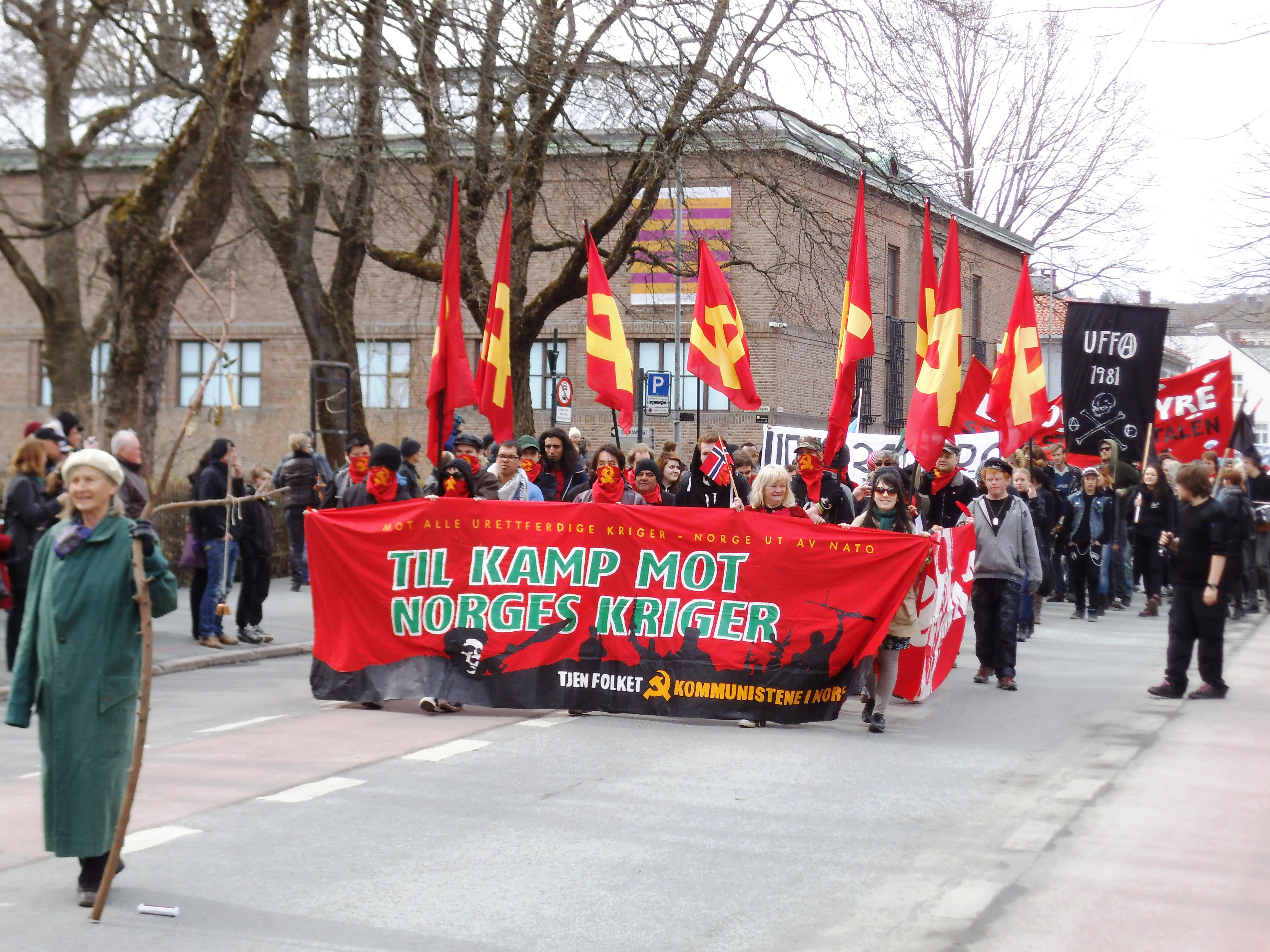
Membros no desfile do primeiro de maio de 2013 em Trondheim, Noruega

Servir ao Povo – Liga Comunista (em em norueguês:  Tjen Folket – Kommunistisk Forbund   ) é uma organização comunista norueguesa formada em 1998 por membros expulsos do Partido Comunista dos Trabalhadores. Destina-se a estabelecer um novo partido comunista na Noruega baseado no marxismo-leninismo-maoísmo e no Principalmente Maoismo . Sua ala juvenil é a Juventude Comunista Revolucionária, que foi criada após uma divisão da Juventude Vermelha, a ala juvenil do Partido Vermelho, que eles consideram revisionista.
A organização apoia a guerra popular e afirma que ela é o único meio pelo qual o socialismo e o comunismo podem ser estabelecidos. Estão abertos ao uso da violência como meio de proteger o proletariado contra as represálias da burguesia. Consideram Karl Marx, Friedrich Engels, Vladimir Lenin, Joseph Stalin, Mao Zedong e Presidente Gonzalo como os seis principais comunistas que desenvolveram o marxismo-leninismo-maoísmo.

## História
A organização foi estabelecida em 1998 como um grupo dissidente do AKP. Alega-se que a causa da divisão foi o suposto direitismo da liderança do AKP.
Vários membros do AKP e sua organização juvenil, Juventude Comunista Revolucionária (RKU) foram consequentemente expulsos do AKP, Aliança Eleitoral Vermelha (RV), e Juventude Vermelha.
Henrik Ormåsen, o porta-voz do Servir ao Povo, foi expulso do AKP e da Juventude Vermelha em 1997 e do Red em 2008, quando afirmou que Joseph Stalin era um grande teórico. De acordo com o líder do Red, Torstein Dahle, Ormåsen "prejudicou o partido e colocou em questão o que o partido defendia".
O Servir ao Povo lançou uma campanha ideológica com a tarefa de fundar um novo partido comunista após o "colapso" do AKP, adotando o subtítulo "Liga Comunista" em 2009.

## Teoria política
Servir o Povo baseia sua teoria política no marxismo-leninismo-maoísmo e afirma que o marxismo contemporâneo foi desenvolvido através de três estágios. O estágio original do marxismo foi desenvolvido por Marx e Engels no século XIX. O segundo estágio é o leninismo desenvolvido por Lenin e Stalin. A terceira etapa é o maoísmo, "a forma mais avançada de teoria revolucionária hoje", segundo o programa da organização.

De acordo com Servir ao Povo, o marxismo distingue-se de outras formas de socialismo (por exemplo, socialismo utópico) ao se basear em teorias científicas sobre o desenvolvimento da sociedade humana e na ideia de que, por meio da práxis, os humanos podem influenciar esse desenvolvimento social:
O marxismo é a nossa ciência para tornar o mundo um lugar melhor. Precisamos do marxismo para entender como o capitalismo funciona e como aboli-lo.
Em seu site, Tjen Folket resume seu "marxismo-leninismo" a três princípios fundamentais que regem o partido comunista:
- Boa organização e disciplina
- Abertura apenas para pessoas que estão dispostas a estudar o comunismo, permanecer ativas no partido e se desenvolver para se tornarem bons líderes para as lutas que devem liderar.
- Base no centralismo democrático, de tal forma que todos os membros participem do desenvolvimento da política do partido, mas que a minoria aceite as decisões tomadas pela maioria e as aplique.[1]

A organização vê o maoismo não apenas como "marxismo para a China", mas como uma tendência que oferece "muitos ensinamentos para os comunistas internacionais".
Outras fontes centrais de inspiração a que a liga se refere em sua fundamentação teórica e política além do AKP e dos "cinco clássicos" são o Movimento Revolucionário Internacionalista, o Partido Comunista do Peru – Sendero Luminoso, o Partido Comunista da Índia (maoísta), o Partido Comunista das Filipinas, o Partido Comunista da Turquia/Marxista-Leninista, entre outros.

## Campanhas

### Boicote eleitoral
A Servir o Povo pediu um boicote a cada eleição local e parlamentar realizada na Noruega desde 2009, incluindo as eleições parlamentares de 2009, 2013 e 2017, bem como as eleições locais em 2011 e 2015 .
Eles oferecem três razões principais para boicotar a eleição:
- O povo deve optar pela rebelião e pelo socialismo, e que o caminho para o socialismo seja a revolução, não as eleições.
- Os partidos candidatos são cúmplices do imperialismo norueguês contemporâneo e da guerra.
- Independentemente do resultado da eleição, as questões importantes serão decididas de acordo com os interesses da burguesia.[12]

### Anti-revisionismo
Servir o Povo criticou várias organizações comunistas na Noruega, alegando que são revisionistas . O exemplo mais notável é a separação de seu grupo de jovens da Red Youth. Eles também criticaram as tendências Hoxhaistas dentro da Revolução do Grupo Marxista-Leninista (em norueguês: ML-Gruppa Revolusjon ) e da Plataforma Comunista (em norueguês: Kommunistisk plattform, KP ) por suas "posições reformistas," e caracterizam seu reformismo e revisionismo como uma consequência lógica de seu anti- Maoísmo.

### Feminismo proletário
Servir o Povo resumiu sua posição sobre o movimento de libertação das mulheres da seguinte forma:

Desde que o sistema de classe existe, as mulheres tem sido especialmente oprimidas. Nós suportamos os direitos das mulheres contra a discriminação, contra os baixos salários baseados no gênero e contra a sexualização das mulheres pela mídia. Nós somente poderemos ser completamente liberados quando criarmos uma sociedade comunista, porém a libertação das mulheres não acontece por conta própria. Mulheres devem se organizar juntas e lugar pela libertação tanto hoje sob o capitalismo quanto sob o socialismo. Portanto, queremos uma sociedade em que as diferenças socio-economicas entre os dois gêneros sejam abolidas.
A organização participou das manifestações anuais de 8 de março, geralmente sob o lema do anti-imperialismo e da libertação das mulheres através da revolução socialista.
Eles também publicaram críticas ao feminismo liberal e ao feminismo radical, dizendo que o primeiro simplesmente reforça um sistema de classes que perpetua a opressão das mulheres e que o último não reconhece a contradição primária em um sistema de classes e, portanto, não aborda o cerne da questão. problema. Em seu lugar, a organização oferece o feminismo proletário como uma linha para a libertação das mulheres. Essa divergência se manifestou mais proeminentemente como um desacordo com outros movimentos feministas sobre a questão da prostituição, que Servir o Povo rejeita como uma prática opressora.

## Controvérsia
A organização foi criticada em várias ocasiões como sendo stalinista e extremista de esquerda, o que a organização negou. Em resposta às alegações de extremismo feitas pela então primeira-ministra Erna Solberg, Tjen Folket escreveu em um editorial de agosto de 2017 que "a violência pode oprimir, mas também pode esmagar a opressão e libertar", e que "se a violência é extrema, então Valen e Solberg são os verdadeiros extremistas".

### Relação com outros grupos de esquerda
O ex-porta-voz do Servir o Povo, Henrik Ormåsen, foi membro da Aliança Eleitoral Vermelha (mais tarde, Partido Vermelho ) por vários anos. Em 2008, ele foi expulso devido às críticas do Servir o Povo ao Partido Vermelho. Ormåsen alega que as alegações estavam incorretas e que a decisão de excluí-lo estava errada. Em junho de 2008, 12 outros foram expulsos da Red Youth, também com base em sua suposta associação com Servir o Povo. Mais tarde, outros membros do Servir o Povo seriam excluídos ou se retirariam livremente do Partido Vermelho.
Após a criação da Plataforma Comunista (KPml) em 2007, surgiu uma polêmica entre as organizações. A Servir o Povo afirmou que a KPml nunca teve a intenção de trabalhar com a Servir o Povo. A polêmica terminou pouco depois no que o Servir o Povo descreveu como um "ataque público contra o Servir o Povo" do KPml. Uma cooperação entre o Servir o Povo e o Grupo Comunista em Bergen (em norueguês: Kommunistisk gruppe i Bergen, KGB) terminou um ano depois como resultado de uma diferença de opinião sobre plataformas políticas, incluindo suas posições sobre Stalin como líder.

### Servir o Povo e SOS Racismo
Em 2010, vários meios de comunicação informaram que muitos líderes e funcionários da organização antirracista SOS Racisme estavam associados ao Servir o Povo. Alguns veículos alegaram que o financiamento público alocado ao SOS estava sendo usado para as atividades do Servir o Povo. Isso foi negado tanto pelo Servir o Povo quanto pelo SOS.
Todas as três pessoas registradas como líderes do Servir o Povo in the Entity Registry em 2017 estavam na liderança central do SOS Racism: Henrik Ormåsen como vice do comitê de trabalho entre 2008 e 2010, Kjell Gunnar Larsen como tesoureiro-chefe e Bjarne Stokke como um membro da liderança nacional.

### Lutas internas
Em 2011, a ex-membro do Servir o Povo, Nora Warholm, alegou que o Servir o Povo abusou do SOS Racism para promover seus próprios interesses. Outro ex-membro central do Servir o Povo, Bård Frantzen, assediou Warholm com insultos sexistas e a encorajou a cometer suicídio. Desde então, Servir o Povo pediu desculpas publicamente pelo incidente e excluiu Frantzen da organização.
Em 2012, um ex-porta-voz e membro do Servir o Povo e RKU, Kim Kopperud publicou uma dura crítica à organização com outro ex-membro. Ele delineou a falta de democracia de membros, e Kopperud renunciou à organização em protesto no mesmo ano.
Em outubro de 2012, quatro ex-membros do Servir o Povo, SOS, e a organização associada Indiasolidaritet supostamente se envolveram em uma briga com membros do Servir o Povo em uma sala de reuniões na Biblioteca Pública de Oslo . Há relatos conflitantes sobre quem começou a briga.
No início de 2018, Servir o Povo publicou um artigo onde se desculpava por ter fornecido “uma plataforma para pessoas perigosas”. Em agosto de 2018, a organização publicou um artigo delineando uma campanha de retificação "difundida e completa", em parte em relação aos métodos de liderança e em parte em relação à sua linha ideológica.